# Myrmarachne edentula
Myrmarachne edentula is een spinnensoort in de taxonomische indeling van de springspinnen (Salticidae).
Het dier behoort tot het geslacht Myrmarachne. De wetenschappelijke naam van de soort werd voor het eerst geldig gepubliceerd in 1892 door Elizabeth Maria Gifford Peckham & George William Peckham.